# アクタン島
アクタン島 (アクタンとう、Akutan Island、アレウト語: Akutanax̂)は、アメリカ合衆国のアラスカ州にある島。アリューシャン列島のフォックス諸島の一部をなす。長さ約30 km、面積334.13 km2。1979年に大規模な溶岩噴火を起こしたアクタン山がある。2010年アメリカ合衆国国勢調査によると、人口は1027人で、全員が島の東端に近いアクタンに住んでいる。
1768年に、ピョートル・クレニツィンとミハイル・レヴァシェフによってアレウト語の地名としてアクタンの名前が報告された。1785年にはジェームズ・クックにより Acootan と綴られている。R・H・ゲオゲガンによると、アレウト語で「しくじった」を意味する "hakuta" に由来するという。

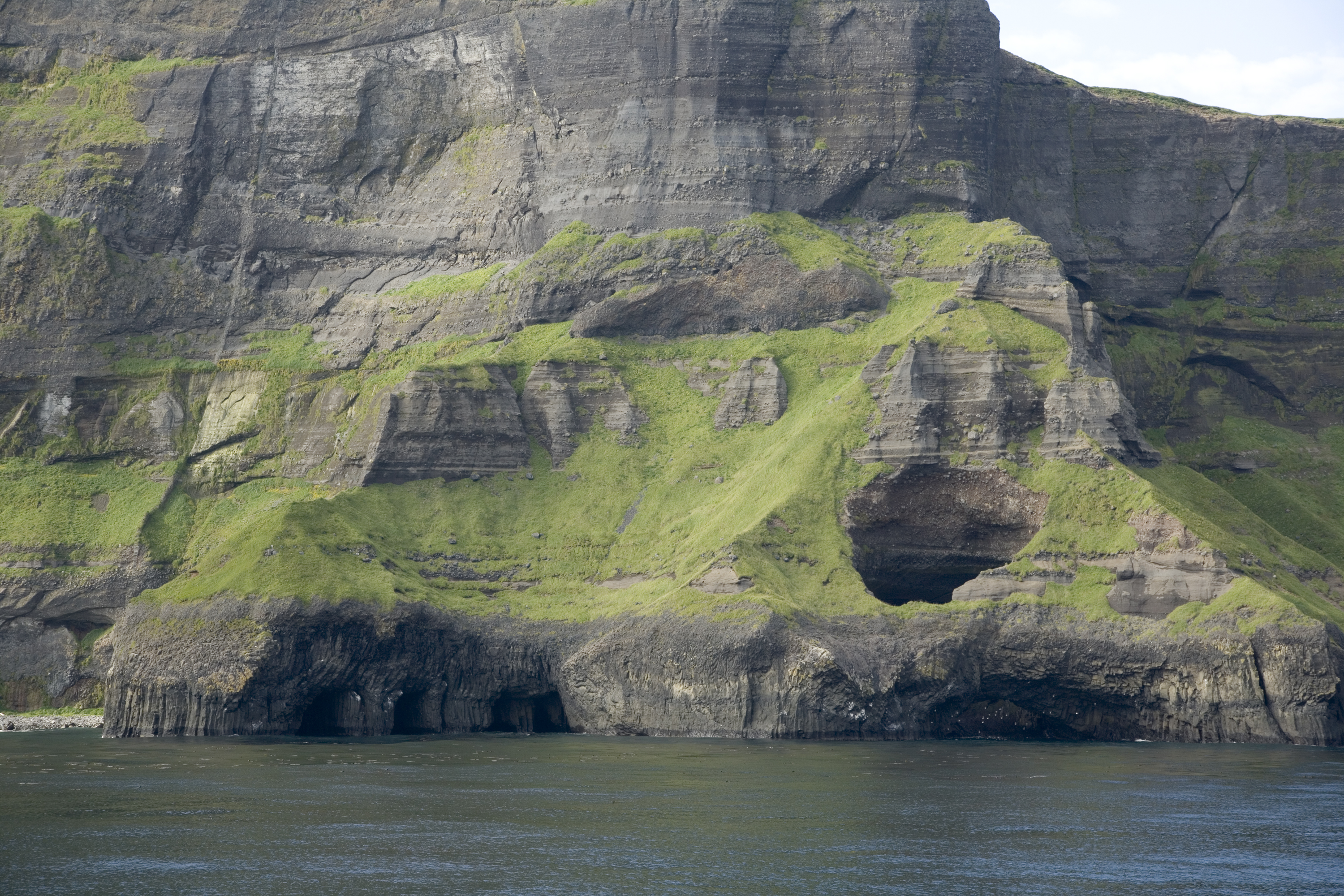
近景

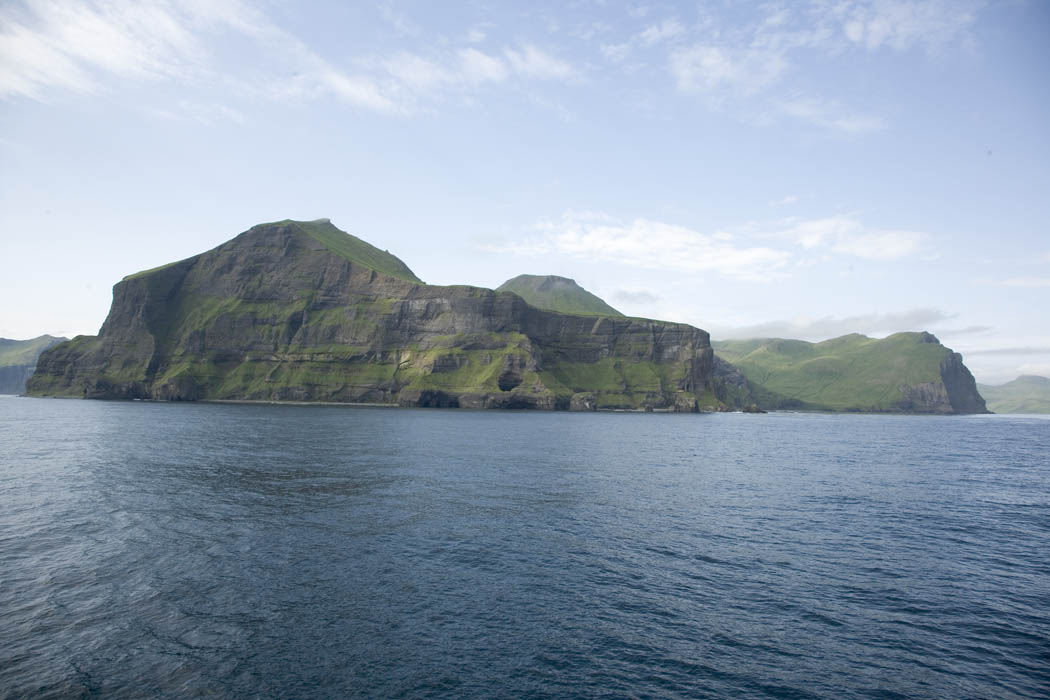
遠景

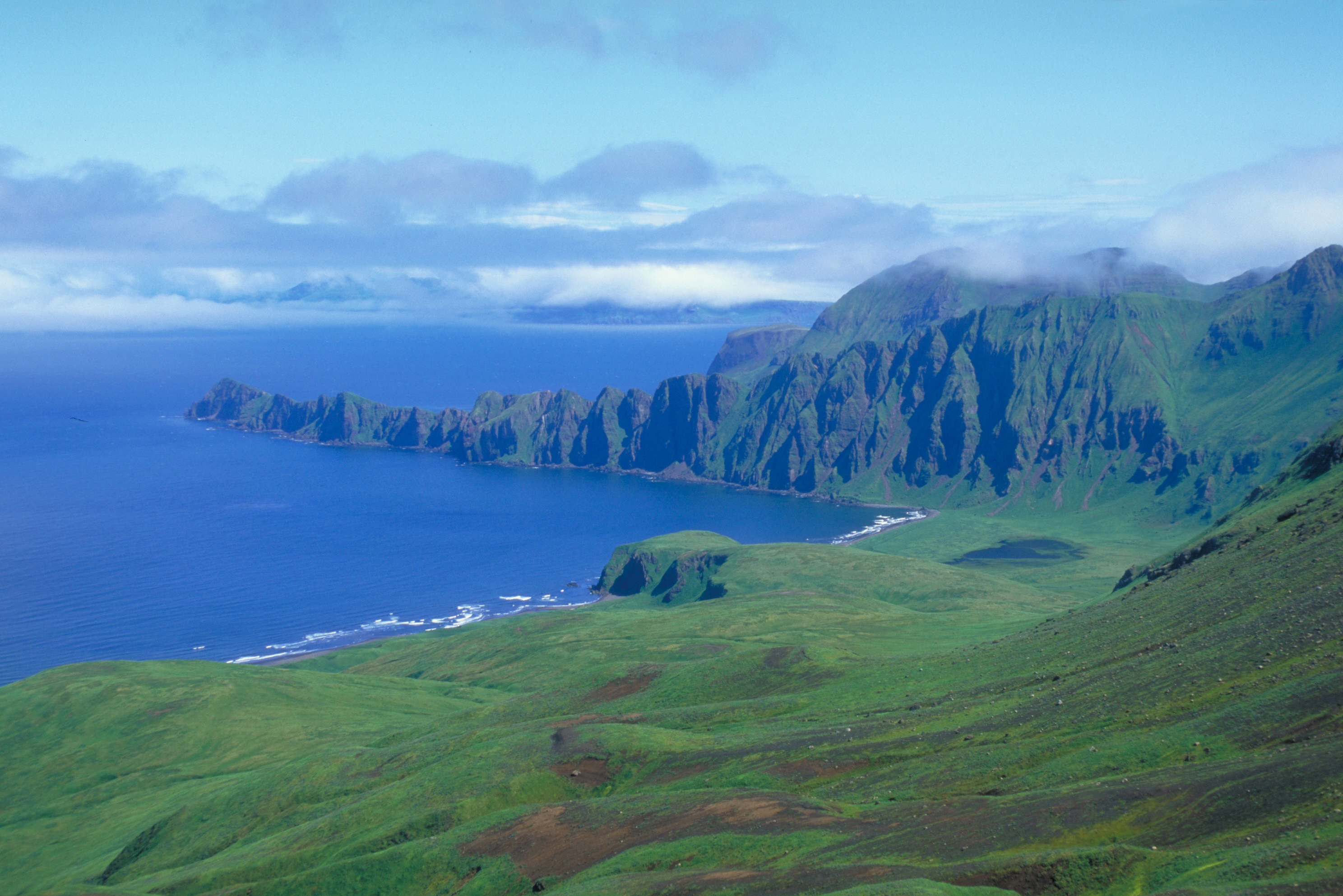
ホットスプリングス湾

第二次世界大戦中、日本軍の零式艦上戦闘機が島内に不時着した。戦闘機は米軍に鹵獲され、アクタン・ゼロと名付けられた。